# ライラック
ライラック（紫丁香花、英語: Lilac、学名: Syringa vulgaris）はモクセイ科ハシドイ属の落葉低木。フランス語からリラ （Lilas） とも呼ばれる。標準和名はムラサキハシドイ（紫丁香花・洋丁香）。ヨーロッパ南部原産。中国名は歐丁香。街路樹などによく植えられる。

## 特徴
落葉広葉樹の低木。樹皮は淡灰色で縦に裂けて剥がれる。一年枝はやや細く、灰褐色で無毛。
花期は春（日本では4〜5月頃）。紫色や白色などの花を咲かせ、香りがよく、香水の原料ともされる。香気成分の中からライラックアルコールという新化合物が発見された。耐寒性が強く花期が長いため、日本では北海道や東北地方など冷涼な地域の代表的な庭園木である。花冠の先は普通4つに裂けているが、まれに5つに裂けているものがあり、これは「ラッキーライラック」と呼ばれ、恋のまじないに使われる。冬でも種子を飛ばした後の果実が残る。
冬芽は卵形で稜があり、紫色で光沢があり、芽鱗6 - 8枚に包まれている。枝先の仮頂芽は大きくて花芽であることが多く、枝には小さい側芽（葉芽）が対生する。葉痕は小さな三日月形や半円形で、維管束痕が多数並ぶ。
日本の北海道から九州には近縁種のハシドイ（Syringa reticulata）が生息する。開花はライラックより遅く、6〜7月に花が咲く。ハシドイは、俗称としてドスナラ（漢字では癩楢と書き、ナラより役に立ちにくい意味）と呼ばれることもある。ハシドイは、木の枝先に集まって花が咲く様子が、「端集い（ハシツドイ）」と表現され、これが詰まって「ハシドイ」になった。属の学名のSyringaは笛の意で、この木で笛を作ったことによるという。北海道でよく見かけるムラサキハシドイ（Syringa oblata、中国語名：紫丁香）もある。

## 文化
花言葉を「愛の芽生え」とする文献がある。 フランスでは白いライラックが青春のシンボルで、葉がハートの形に似ていることから、若々しい友情やほのかな恋を連想させる花言葉が生まれたとされている。イギリスでは、春の訪れを祝う5月祭の花として古くから親しまれている。
日本には函館市のイギリス領事、リチャード・ユースデンによって1879年にもたらされた。函館公園完成時に、ユースデン夫人が、西洋クルミとライラックの苗を植栽したのが始まりとされている。一方、札幌市ではスミス女学校（現北星学園女子中学高等学校）の創設者であるサラ・クララ・スミスが、1890年にアメリカに一時帰国した際に、自分の庭のライラックの苗を札幌に持ち込んだのが始まりとされている。

### 象徴
- ライラックを象徴とする日本の地方公共団体の一覧。
  - 札幌市
  - 長沼町
- 欧州の民間伝承では白い花のライラックを家に持ち込むと不吉なことが起こるとされている。

## ギャラリー

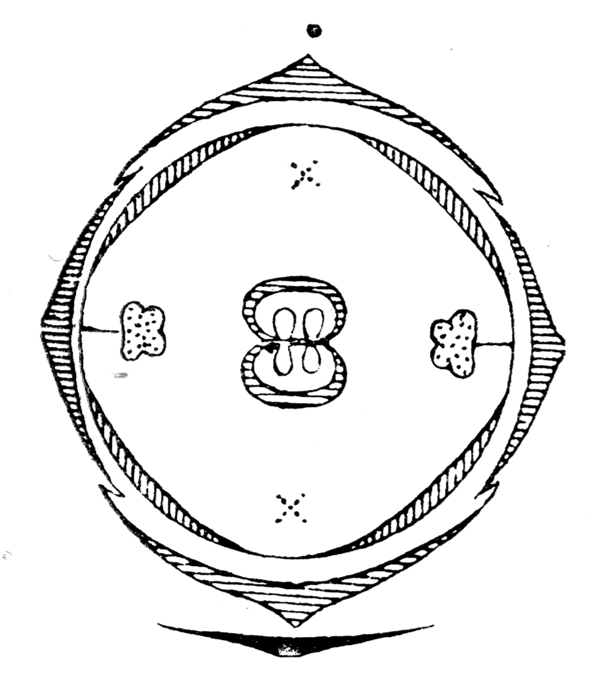
花式図
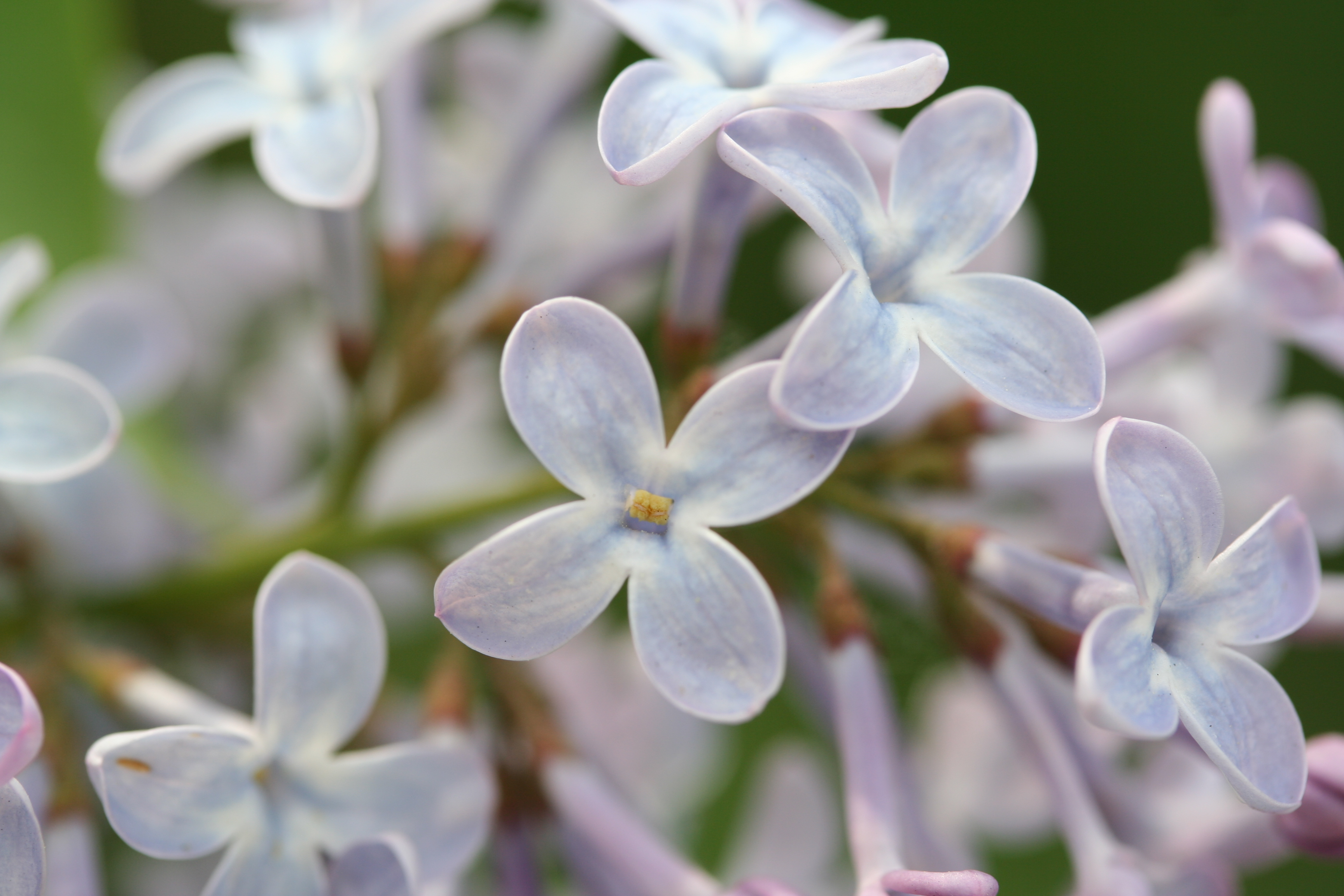
花の拡大
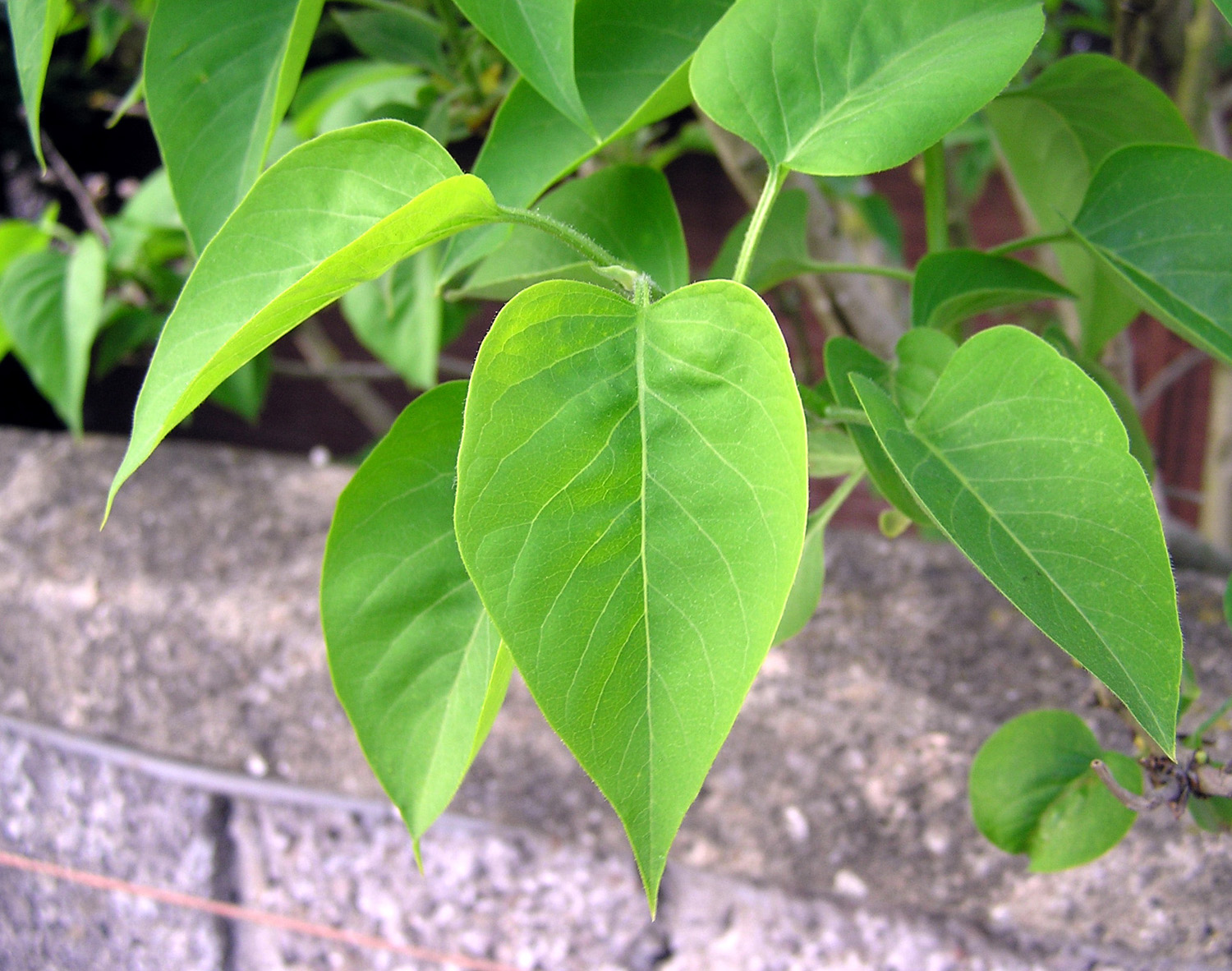
葉
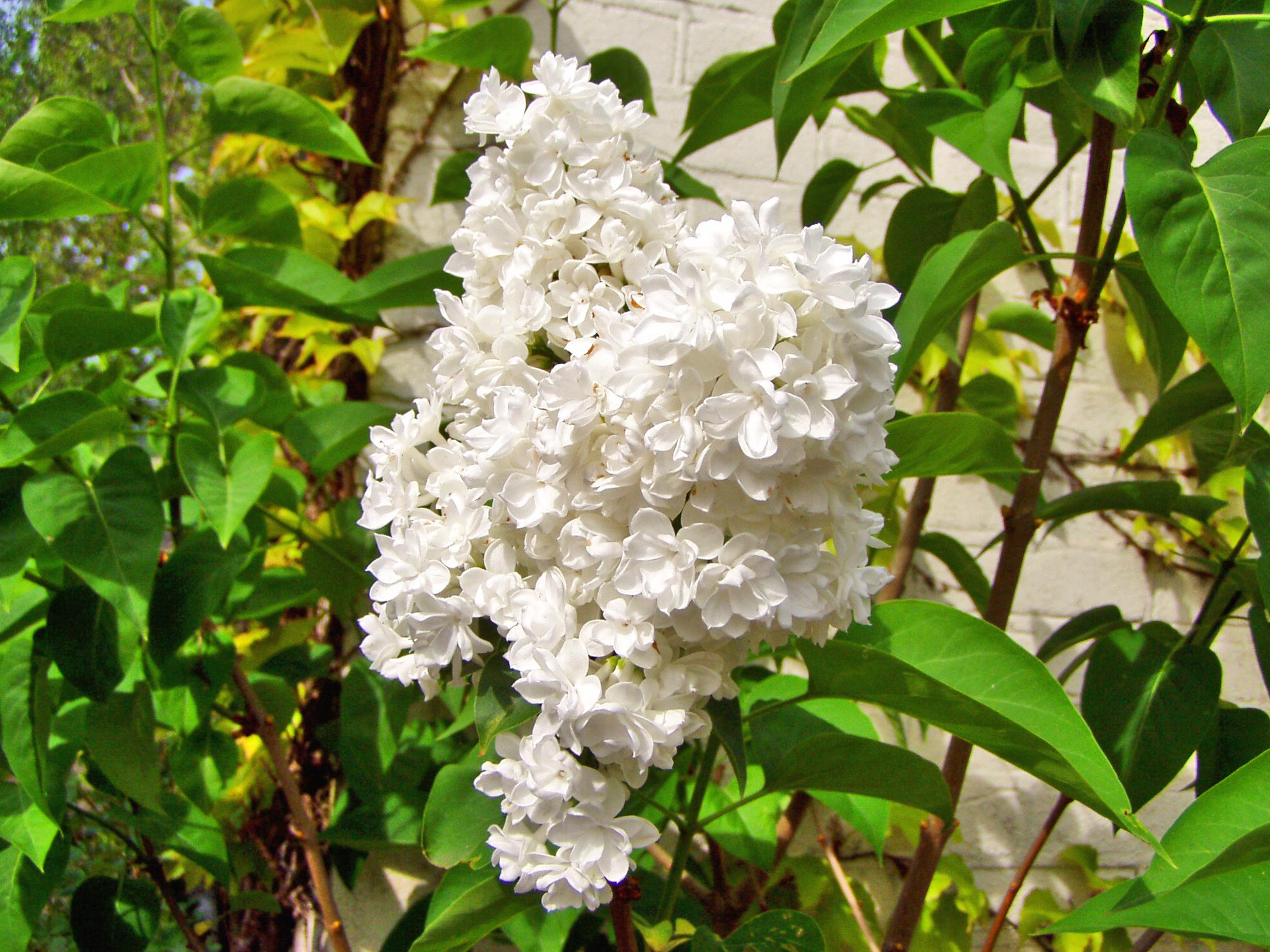
白い花のライラック
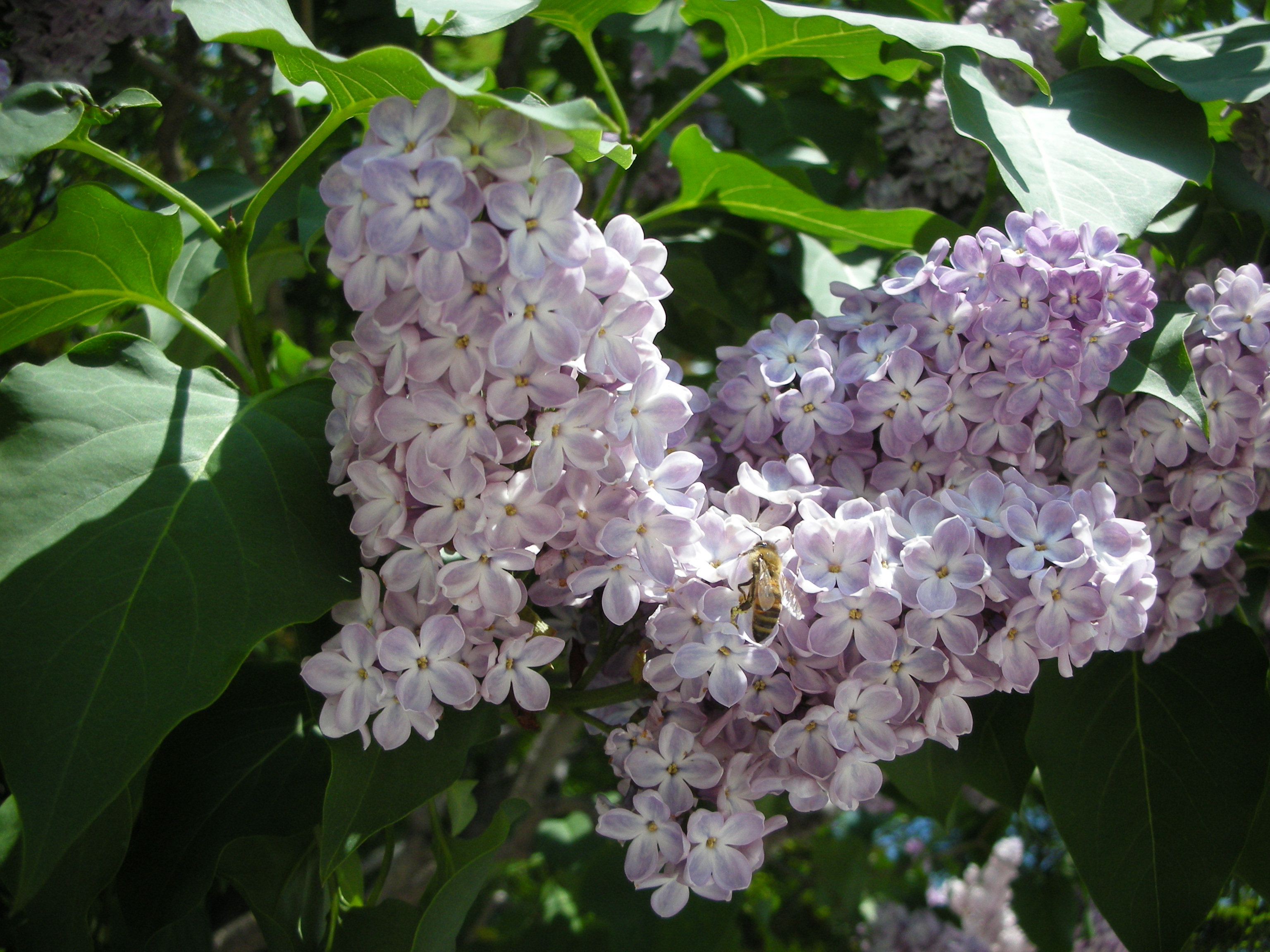
紫のライラック